# Украинский институт национальной памяти
Украинский институт национальной памяти (УИНП) (укр. Український інститут національної пам'яті) — центральный орган исполнительной власти по реализации государственной политики в сфере восстановления и сохранения национальной памяти, деятельность которого направляется и координируется Кабинетом Министров Украины через Министра культуры. До 23 июля 2008 года имел специальный статус. Создан по инициативе В. А. Ющенко с основными задачами «воссоздание справедливой истории украинской нации» и «формирование и реализация государственной политики в этом направлении».
Основными задачами Института задекларировано: усиление внимания общества к истории Украины, обеспечение всестороннего изучения этапов борьбы за восстановление государственности Украины в XX веке и осуществление мероприятий по увековечению памяти участников национально-освободительной борьбы, жертв голодоморов и политических репрессий, проведение декоммунизации.

## История
Планы по созданию УИНП рассматривались в бытность Ющенко премьер-министром, но реальные шаги по созданию официально отсчитываются с 11 июля 2005 года, когда президент Украины Ющенко подписал указ № 1087/2005 «О дополнительных мерах по увековечению памяти жертв политических репрессий и голодоморов на Украине». Этим документом украинскому Кабинету Министров поручалось «решить до Дня памяти жертв голодоморов и политических репрессий, который в 2005 году отмечается 26 ноября, вопрос создания Украинского института национальной памяти». К этому времени Юрий Шаповал (историк), Роман Круцик (один из создателей конгресса украинских националистов), Владимир Сергийчук (историк) и Евген Сверстюк (бывший диссидент) — разработали устав, структуру и основные направления деятельности института со статусом государственного департамента. По их планам учреждению должен был быть передан комплекс зданий, принадлежащих Федерации профсоюзов Украины, известных в Киеве как «Октябрьский дворец» — это обосновывалось авторами планов тем, что там с 1934 года находилось НКВД УССР и расстреливался «цвет украинской нации».
Само появление УИНП в то же время затягивалось. 4 ноября 2005 года вышел указ Президента Украины № 1544/2005 «С целью почтить память жертв и пострадавших от Голодоморов на Украине», в котором правительству было вновь указано «принять действенные меры к решению до 20 ноября 2005 года вопроса создания Украинского института национальной памяти». Этот указ тоже не был выполнен немедленно.
Решение о создании УИНП в виде Государственного комитета национальной памяти было принято кабинетом министров 17 мая 2006 года в канун Дня памяти жертв тоталитарных режимов — 21 мая 2006 года (официально установленного таковым годом позже, 21 мая 2007 года). Тогда же был распространён официальный пресс-релиз в отношении того, что во время посещения «Быковнянских могил» Ющенко назовёт имя главы указанного учреждения. 21 мая 2006 года главой УИНП был назван физик-теоретик Игорь Рафаилович Юхновский.
В появившемся в официальной печати 31 мая 2006 года постановлении Кабмина УИНП уже больше не упоминается как госкомитет, а называется центральным органом исполнительной власти со специальным статусом. Местом его расположения указана улица Липская, дом 16, (параллельная ул. Банковой, где находится Секретариат Президента Украины) в здании, принадлежащем Киевскому управлению СБУ. К 5 июля того же года правительством было утверждено Положение об УИНП, в котором он был определён как «специально уполномоченный орган в сфере восстановления и сохранения национальной памяти Украинского народа», — что в целом не означало фактического начала его работы — поскольку деньги на его финансирование не были заложены в бюджете Украины на текущий год. До конца 2006 года вышло ещё несколько указов и распоряжений Ющенко в отношении необходимости предусмотреть финансирование для данного учреждения на 2007 год. Также упоминается о необходимости финансирования и определении статуса и функций УИНП в Законе «О Голодоморе 1932—1933 годов на Украине», принятом 28 ноября 2006 года.
Исполнявший обязанности руководителя УИНП И. Юхновский называл основными задачами данного учреждения «консолидацию украинской нации» и «соответствующее почтение всех тех, кто боролся за Украину». Главная задача, указываемая для УИНП, — формирование национального сознания граждан Украины. По мнению того же Юхновского, главной задачей УИНП является «развёртывание мероприятий, направленных на консолидацию и рост государствообразующего патриотизма народа Украины».

### Смена руководства в 2010 и 2014 годах
В июне 2010 года Игорь Юхновский подал заявление об уходе с поста руководителя института и рекомендовал вместо себя В. Е. Панченко.
19 июля 2010 года кабинет министров Украины назначил председателем института доктора исторических наук, члена-корреспондента Национальной академии наук Украины В. Ф. Солдатенко.
Мнения о новом руководстве разделились. Бывший руководитель института Игорь Юхновский сказал, что коллеги характеризуют Солдатенко как нормального человека и с институтом «всё будет хорошо». В то же время бывший директор архива СБУ Владимир Вятрович связал это назначение с попыткой ревизии истории Украины.
Сам Владимир Вятрович возглавил институт в марте 2014 года, после смены руководства Украины.
В апреле 2015 года Украинский институт национальной памяти издал «Методические материалы к 70-й годовщине изгнания нацистских оккупантов из Украины», в которых предложил органам государственной власти и местного самоуправления при освещении освобождения Украины использовать новые термины, предложенные специальной комиссией — в частности, предлагалось окончательно отказаться от термина «Великая Отечественная война».

### Участие в процессе декоммунизации Украины
Институт был автором пакета из четырёх законов: «Об осуждении коммунистического и национал-социалистического (нацистского) тоталитарных режимов на Украине и запрете пропаганды их символики», «О правовом статусе и памяти борцов за независимость Украины в XX веке», «Об увековечении победы над нацизмом во Второй мировой войне 1939—1945 годов» и «О доступе к архивам репрессивных органов коммунистического тоталитарного режима 1917—1991 годов».
В апреле 2015 года Верховная Рада Украины приняла данный пакет. Согласно закону об открытии архивов, документы силовых ведомств бывшего СССР, в том числе КГБ, Генпрокуратуры, ГРУ Генштаба Вооруженных сил, а также армейских подразделений и судов, в настоящее время хранящиеся в архивах различных ведомств с разным режимом допуска, должны быть в течение двух лет переданы в госархив, который будет создан при Украинском институте национальной памяти. Доступ не может быть закрыт к материалам о фактах нарушения прав и свобод человека и гражданина, незаконных действиях органов государственной власти, об авариях и катастрофах, о состоянии окружающей природной среды и обо всём, что представляет общественный интерес. СБУ сообщила о готовности передать около миллиона документов репрессивных органов коммунистического режима в институт.
На фоне российского вторжения 2022 года и принятия закона «Об осуждении и запрете пропаганды российской имперской политики в Украине и деколонизации топонимии» в институте была создана экспертная комиссия в составе из девяти украинских историков (Елена Бачинская, Виктор Брехуненко, Святослав Вербич, Леся Генералюк, Андрей Гречило, Сергей Наумов, Александр Рублёв, Алексей Сокирко, Анатолий Скрипник), выдающая заключения о необходимости или отсутствии оной для переименований.

## Участие в формировании и реализации государственной политики Украины
В соответствии с положением УИНП он разрабатывает и подаёт предложения о формировании государственной политики относительно:
- восстановления объективной и справедливой истории украинского народа;
- пропаганды древности украинской нации и её языка, изучения творческого наследия украинской нации в сфере политики, культуры, просвещения, науки и техники, военного искусства;
- изучения голодоморов, различных форм политических репрессий, других преступлений против украинской нации и национальных меньшинств в XX веке и сопротивления тоталитарным режимам;
- общего осмысления общественностью борьбы украинской нации за восстановление государственности и преодоления остатков тоталитаризма в сознании граждан;
- активизации работы по формированию патриотизма граждан Украины, прежде всего тех, кто работает в государственных учреждениях.

Кроме указанных выше, в задачи УИНП входит «участие в реализации государственной политики по признанию на международном уровне голодоморов на Украине актами геноцида». Также УИНП «определяет направления и методы восстановления исторической правды и справедливости в изучении истории Украины», «готовит предложения по обеспечению окончательной ликвидации символов бывшего СССР» и т. д.

## Практическая деятельность
Свою практическую деятельность УИНП, по информации Юхновского, начал в начале 2007 года. Одним из первых практических результатов его работы стало признание Романа Шухевича Героем Украины.
Кроме действий, направленных на признание заслуг вооруженных формирований ОУН на законодательном уровне, основным направлением деятельности стало «распространение справедливой истории Голодомора 1932—1933 годов на Украине». Самым заметным результатом в этом направлении стало участие УИНП в возведении «Мемориала жертв голодоморов» — на территории парка Вечной славы, недалеко от обелиска и Киево-Печерской лавры. Автором мемориала стал архитектор Анатолий Гайдамака — автор дома-музея Кочубея в Батурине, Мемориала памяти героев Крут, церкви Андрея Первозванного и посвящённого Голодомору мемориала «Трагические жнива» в Хоружевке, родном селе Виктора Ющенко, «Калинового гая».
УИНП как главному распорядителю средств на строительство «первой очереди мемориала» удалось освоить вместо запланированных в 2008 году 80 млн гривен (около 18 млн долларов) по меньшей мере в 2 раза больше. По результатам проверки соблюдения норм Бюджетного кодекса Счётной палатой Украины было выявлено нецелевое или с нарушением норм использование 96 % средств из государственного бюджета (кроме того выделялись муниципальные средства), а стоимость сооружения завышена почти в пять раз.
При этом за 15 лет на 140 объектов Киево-Печорской Лавры из всех бюджетов было выделено 20 миллионов гривен, а в 2009—290 тысяч.
Мемориал, который по нормативным документам должен был находиться на границе парка «Славы» и валов Киево-Печерской крепости, в итоге был сооружён на месте южной части парка, ведущей от центральной аллеи к обелиску и Вечному огню на могиле Неизвестного солдата до валов крепости. Во время стройки движение тяжёлой строительной техники велось через мемориал и привело к повреждению части гранитной облицовки (частично заменена на отличающуюся по цвету и структуре к 9 мая 2009 года).
УИНП также является промоутером конкурса по строительству «второй очереди Мемориала».
Кроме масштабных и получивших широкий общественный резонанс результатов деятельности, УИНП организовал или выступил соорганизатором ряда публикаций, выставок и мероприятий, посвящённых ОУН и Голодоморам. С 2007 года им также издаётся журнал «Сучасність» (Современность). УИНП также разрабатывает календарь национальных памятных дат.
И. Р. Юхновский об одной из главных задач деятельности института:

Необходимо, чтобы в современном украинском обществе были искоренены рудименты советско-русской и польской пропаганды, уничтожены существующие негативные стереотипы относительно личности Бандеры и возглавляемого им движения. Это возможно осуществить только умелой просветительской и контрпропагандистской акцией, которая не может быть ограничена во времени, а должна быть перманентной, до полного изменения общественного сознания.

## Критика деятельности института
По мнению профессора Парижского университета Дельфин Бештель, власти поставили перед институтом задачу опровергнуть участие украинских националистов из ОУН и УПА в Холокосте на Украине.
По мнению кандидата философских наук, государственного эксперта Национального института проблем международной безопасности Совета национальной безопасности и обороны Украины (СНБО) В. А. Пироженко, институт занимается «сознательной мифологизацией, то есть именно конструированием (написанием заново) истории Украины»:
Кандидат исторических наук, старший научный сотрудник отделения новой истории Украины Института украиноведения имени И. Крипякевича НАН Украины В. В. Расевич назвал проводимую институтом выставку «Украинская вторая мировая» дающей одномерную националистическую историю войны и делающей это с позиций ОУН(б). По его мнению, выставка занижает объёмы сотрудничества ОУН(б) с нацистами, содержит искажения фактов, игнорирует причастность националистов и украинской полиции к массовым убийствам. Также историк пишет, что фотографии гражданской жизни в оккупации для выставки были отобраны из архивов нацистской пропаганды. Что касается освещения выставкой Волынской резни, Расевич пишет: «это правда не просто для внутреннего употребления, это правда для узкого круга адептов ОУН(б)».

Лидеры 29 общин и общественных еврейских организаций (в частности, Б. Л. Фуксман подписал обращение от имени Еврейской конфедерации Украины, А. И. Монастырский — от имени Еврейского форума Украины, А. Л. Левин — от имени Еврейской религиозной общины Киева, А. Б. Фельдман — от имени Украинского еврейского комитета) из-за попыток искажения истории Украины обратились к общественности страны с открытым письмом.
Мы хотим выразить серьёзную озабоченность и выразить недоверие настойчивым попыткам искажения нашей общей истории, которые в последнее время предпринимаются активистами под эгидой Украинского института национальной памяти (УИНП). Это относится, в частности, к безответственным действиям УИНП и его руководства, которые при помощи других органов и организаций, ряда СМИ, научных институций, пытаются стереть из нашей общей истории трагические страницы, связанные с антисемитской деятельностью Организации украинских националистов (ОУН), Украинской повстанческой армии (УПА) и её лидеров.
говорится в обращении.
В 2017 году, по словам Ивана Залужного, Институт национальной памяти противозаконно использовал фотографию рукопожатия ветерана войны Ивана Залужного со стрелком УПА Степаном Петрашем на бигбордах для Дня памяти и примирения 8 мая.